# Casco (Wisconsin)
Casco es una villa ubicada en el condado de Kewaunee en el estado estadounidense de Wisconsin. En el Censo de 2010 tenía una población de 583 habitantes y una densidad poblacional de 327,18 personas por km².

## Geografía
Casco se encuentra ubicada en las coordenadas 44°33′19″N 87°37′13″O / 44.55528, -87.62028. Según la Oficina del Censo de los Estados Unidos, Casco tiene una superficie total de 1.78 km², de la cual 1.77 km² corresponden a tierra firme y (0.73%) 0.01 km² es agua.

## Demografía
Según el censo de 2010, había 583 personas residiendo en Casco. La densidad de población era de 327,18 hab./km². De los 583 habitantes, Casco estaba compuesto por el 91.08% blancos, el 1.03% eran afroamericanos, el 2.4% eran amerindios, el 0% eran asiáticos, el 0% eran isleños del Pacífico, el 3.77% eran de otras razas y el 1.72% pertenecían a dos o más razas. Del total de la población el 7.55% eran hispanos o latinos de cualquier raza.